# Жонатан Гійметт
Жонатан Гійметт (фр. Jonathan Guilmette) — канадський ковзаняр, що спеціалізувався в шорт-треку, олімпійський чемпіон та медаліст, чемпіон світу, призер чемпіонатів світу
Золоту олімпійську медаль та звання олімпійського чемпіона Гійметт виборов на Олімпіаді 2002 року в Солт-Лейк-Сіті в складі канадської естафетної команди в естафеті на дистанції 5000 метрів. На тій же Олімпіаді він був другим на дистанції 500 метрів. Третю олімпійську медаль, теж срібну, Гійметт здобув знову в естафеті на Туринській олімпіаді 2006 року.
Після завершення кар'єри спортсмена Гійметт тренував японську збірну.